# Algorytm Cantora-Zassenhausa
Algorytm Cantora-Zassenhausa – algorytm probabilistyczny faktoryzacji wielomianów o współczynnikach w ciele skończonym. Został opisany przez Davida Cantora i Hansa Zassenhausa w 1981.

## Redukcja dowolnego wielomianu do poprawnego wejścia
Faktoryzacja dowolnego wielomianu może być sprowadzona do przypadku bezkwadratowego poprzez obliczanie największego wspólnego dzielnika wielomianu i jego pochodnej. Sprowadzenie do przypadku wielomianów o czynnikach równych stopni jest dokonywane przez następujący algorytm:
Wejście: bezkwadratowy wielomian {\displaystyle f} o współczynnikach w ciele {\displaystyle q}-elementowym
Wyjście: zbiór par {\displaystyle (g,d)} takich, że {\displaystyle g} jest iloczynem wszystkich czynników nierozkładalnych wielomianu {\displaystyle f} stopnia {\displaystyle d.}
1. Przyjmij {\displaystyle i:=1,} {\displaystyle S:=\emptyset ,} {\displaystyle h:=f.}
2. Znajdź największy wspólny dzielnik wielomianów {\displaystyle h} i {\displaystyle x^{q^{i}}-x,} może być on znaleziony algorytmem Euklidesa i przyjmij {\displaystyle g=gcd(h,x^{q^{i}}-x).}
3. Jeśli {\displaystyle deg(g)>0,} przyjmij {\displaystyle S:=S\cup (g,i)} oraz {\displaystyle h:=h/g.}
4. Zwiększ {\displaystyle i} o 1.
5. Jeśli {\displaystyle deg(h)\geqslant 2i} przejdź do kroku 2.
6. Jeśli {\displaystyle deg(h)>0} przyjmij {\displaystyle S:=S\cup (h,deg(h)).}

## Opis algorytmu
Wejście: bezkwadratowy wielomian {\displaystyle f} stopnia {\displaystyle m=rd} o współczynnikach w ciele {\displaystyle q}-elementowym, którego wszystkie nierozkładalne czynniki są wielomianami stopnia {\displaystyle d,}
Wyjście: nietrywialny dzielnik wielomianu (w ponad połowie prób).
1. Wybierz losowy wielomian {\displaystyle h} stopnia mniejszego niż {\displaystyle m.}
2. Przyjmij {\displaystyle g:=h^{{\frac {q^{d}-1}{2}}-1}.}
3. Znajdź największy wspólny dzielnik wielomianów {\displaystyle f} i {\displaystyle g;} jeśli nie jest on równy 1 lub {\displaystyle f,} to jest to szukany dzielnik.

## Złożoność i poprawność
Algorytm ma złożoność obliczeniową {\displaystyle O(dm^{2}\log(q)\log(r))} (czas oczekiwany).
Poprawność redukcji opiera się na fakcie:
- Wielomian {\displaystyle x^{q^{i}}-x} jest iloczynem wszystkich wielomianów nierozkładalnych stopni dzielących {\displaystyle i.}

Poprawność algorytmu opiera się na faktach:
- Pierścień {\displaystyle \mathbb {F} [x]/f} jest iloczynem prostym ciał {\displaystyle \mathbb {F} [x]/f_{i}.}
- Dla losowego wielomianu {\displaystyle h} składowa wielomianu {\displaystyle g} w danym z tych ciał jest zerem z prawdopodobieństwem {\displaystyle {\frac {q^{d}-1}{2q^{d}}}.}